# Наследие (художественно - документальный фильм)
Наследие — документальный фильм производства Бакинского Медиа Центра, посвященный деятельности братьев Нобель в нефтяной промышленности Азербайджана.

## Содержание
Баку — конец XIX века. Шведский предприниматель и химик Роберт Нобель исследует Кавказ. Увидев и поняв будущее бакинской нефти, он приглашает сюда своих братьев и сына.
В экранном произведении показаны достижения компании "Братья Нобель" в Баку, повествуется о больших достижениях Нобелей - первом в мире нефтеналивном танкере, сдаче в эксплуатацию в Баку первого в Европе нефтепровода и ряде других новшеств, применяемых в нефтяной промышленности. Однако работе братьев Нобель мешает могучий соперник — американская нефтяная корпорация Standart Oil Джона Рокфеллера. В фильме показывается напряженная борьба гигантских компаний нескольких континентов за бакинскую нефть. 
Вместе с тем, здесь говорится о росте значения «черного золота» как геостратегического сырья в результате развития нефтяной промышленности, а также приобретении Азербайджаном геополитического значения в регионе.
В картине отмечается, что 15-17 % Нобелевского фонда сформированы за счет нефтедоходов компании "Братья Нобель" в Баку, подчеркивается непосредственная связь истории бакинской нефти с фондом Нобеля.
Фильм «Наследие» также демонстрирует развитие наследия «черного золота», созданного братьями Нобель, в современном Азербайджане. 
В фильм включены фрагменты эксклюзивных интервью с Питером Нобелем (правнук Роберта Нобеля), Томасом Тиденом (правнук Людвига Нобеля, профессор), а также известными экспертами Уильямом Брайсом (американский специалист по истории нефти) и Бритой Асбринк (шведский писатель, журналист).

## О фильме
Фильм "Наследие" снят Бакинским Медиа Центром (Baku Media Center), являющейся ведущей и инновативной медиа-компанией Азербайджана, занимающейся производством аудиовизуальной продукции. Следует отметить, что со дня своего основания Бакинский Медиа-Центр привержен сохранению истории Азербайджана и донесению правды как она есть. За это время Центром были сняты фильмы, отражающие самые разные периоды истории Азербайджана и вызвавшие широкий общественный интерес. Среди работ Центра – «Шуша, ты свободна!», «Тагиев: Нефть», «Тагиев: Царь» и др. художественные и документальные фильмы.
Создание фильма заняло около года. Съёмки проходили в 30 локациях, включая Баку и его окрестности, города Шеки, Исмаиллы, а также Республику Беларусь.
Художественно-документальный фильм "Наследие" представит Азербайджан в Канаде, на 9-м Фестивале европейского кино в Калгари (Calgary European Film Festival).
Реализация проекта осуществлялась при спонсорстве компании "Nobel Oil". Цель - подчеркнуть важность и историческую роль работ, проделанных братьями Нобель в Азербайджане, как в регионе, так и в мировом масштабе, а также содействовать пропаганде истории нефтедобычи в Баку. 

## Съемочная группа
Главный продюсер картины – Арзу Алиева, продюсер – Орман Алиев, автор сценария и режиссёр-постановщик – Заур Гасымлы, оператор-постановщик – Владимир Артемьев, художник-постановщик – Шахин Гасанлы. В подготовке фильма наряду с местными специалистами участвовали кинематографисты, приглашенные из России, Беларуси и Грузии.
В подготовке фильма приняли участие около двух тысяч человек, включая актеров, людей, снимавшихся в массовках и технический персонал. В съемках экранного произведения приняли участие около 100 профессиональных актеров.